# Елен Браумилер
Елен Браумилер (Берлин, 24. децембар 1910 — Берлин, 10. август 1991) је бивша немачка свестрана атлетичарка. Такмичила се у бацању копља, бацању диска, скоку увис, трчању на 100 м, штафети 4 х 100 м, триатлону и петобој.
Назначајнји успех је постигла у бацању копља где је била светска рекордерка, а освојила је сребрну медаљу на Летњим олимпијским играма 1932. у Лос Анђелесу. У Лос Анђелесу је учествовала у четири од 6 женских дисциплина које су биле на програму Олимпијских игара 1932. Поред сребра у бацању копља (43,68 м) учествовала је у скоку увис (1,41 м, 10 место), бацању диска (33,15 м 8 место) и са штафетом 4 х 100 м (50,0 6 место).
Поред више националних титула у више дисциплина од 1929—1933 Елен Браумилер је на трећим Светским играма жена 1930. у Прагу, победила у триатлону са 198 бодова: 100 м (13,9), скоку увис (1,57 м) и бацању копља (33,15 м).
Елен Браумилер је имала старију сестру Инге Браумилер, која је била репрезентативка Немачке на Олимпијским играма 1928.

## Значајнији резултати Елене Браумилер

### Летње олимпијске игре
- Летње олимпијске игре 1932. у Лос Анђелесу ( Сједињене Државе)
  - 10. скок увис
  - 8. бацање диска
  - 2. бацање копља
  - 6. штафета 4 х 100 м

### Светске женске игре
- Светске женске игре 1930. у Прагу ( Чехословачка)
  - 1. триатлон

### Првенство Немачке
- Златне медаље у петобоју 1929, 1930, 1932
- Бронзана медаља у петобоју 1933
- Златна медаља у бацању диска 1933

## Лични рекорди
| Дисциплина                 | Резултат | Датум           | Место   |
| -------------------------- | -------- | --------------- | ------- |
| 100 м                      | 13,1 с   | 1931            |         |
| скок увис                  | 1,41 м   | 1932            |         |
| бацње кугле                | 12,82 м  | 23, август 1931 | Хановер |
| Бацање диска               | 41,80 м  | 15. јун 1933    | Касел   |
| бацање копља (стари модел) | 44,64 м  | 12. јун 1932    | Берлин  |